# 林楷倫
林楷倫（1986年1月12日—），出生於台灣台中，魚販、作家，交大研究所肄業，2020年開始在台灣文學界嶄露頭角，曾獲林榮三文學獎短篇小說獎首獎。

## 生平
林楷倫老家在霧峰，林楷倫的阿公在市場賣魚、父親過去從商經營泡沫紅茶店，後因父親好賭成性而積累不少賭債，母親因而與父親離婚。由於家庭經濟因素，林楷倫從國中時放假就得幫忙阿公一起在市場賣魚。國二是林楷倫寫作的起點，當時喜愛村上春樹、吉本芭娜娜，曾有當作家的夢。與登山家郭彥仁是國中同班同學。
林楷倫讀過銘傳大學、朝陽科技大學傳播藝術系、東海大學社會系與交通大學社會與文化研究所，但都沒畢業，學歷中台科技大學五專部醫事技術系。交大肄業後，林楷倫從事魚販工作，在忙碌的市場工作之餘，林楷倫開始嘗試寫小說。2016年，林楷倫曾參加朱宥勳在東海大學成人推廣部開設的小說創作課。2019年，參加《歹中慶季》寫作課，而受講師陳泓名鼓勵其將作品投文學獎，並加入想像朋友寫作會。
2020年，林楷倫開始在文學界嶄露頭角，先後獲得多個文學獎的肯定，包含：作品〈雪卡毒〉獲林榮三文學獎短篇小說首獎、〈消失的空間〉獲臺北文學獎小說組評審獎、〈北疆沒有大紅色的魚〉獲台中文學獎小說首獎等。2021年，林楷倫作品〈溪底無光〉 （页面存档备份，存于）獲林榮三文學獎短篇小說三獎。

## 著作
- 偽魚販指南，台北，2022，寶瓶文化，ISBN 9789864062867
- 雪卡毒，台北，2023，寶瓶文化，ISBN 9789864063352
- 廚房裡的偽魚販，台北，2024，時報出版，ISBN 9786263966635